# Chelsea Manning
Chelsea Elizabeth Manning (született Bradley Edward Manning) (Crescent, Oklahoma, 1987. december 17. –) az Amerikai Egyesült Államok katonája, akit 2013 júliusában bűnösnek találtak egyebek mellett a kémtörvény megsértésének vádjában, miután minden idők legnagyobb mennyiségű titkosított dokumentumát szivárogtatta ki a nyilvánosságnak. Manninget 2013 augusztusában 35 év börtönbüntetésre ítélték és leszerelték; feltételesen legkorábban 2021-ben szabadulhatott volna. 2017 januárban Barack Obama elnöki kegyelmet adott neki és úgy rendelkezett, hogy 2017. május 17-én bocsássák szabadon.
Manning transznemű: elítélése után közölte, hogy gyermekkora óta nőként azonosítja magát, szeretné a Chelsea keresztnevet viselni, és hormonterápiához kíván igénybe venni. Nemének jogi elismerése később hivatalosan is megtörtént. Korábban Bradley néven vált ismertté, a seregben derült fény a valódi nemi identitására.
2009-ben egy katonai alakulatban Irakba helyezték, ahol hírszerzési elemzőként hozzáfért titkosított adatbázisokhoz. 2010 elején információkat továbbított a WikiLeaksnek, és ezt bevallotta egy internetes ismerősének, Adrian Lamónak. Lamo értesítette a kémelhárítást, és Manninget hamarosan letartóztatták. A kiszivárgott anyag között szerepel videófelvétel a 2007. július 12-i bagdadi és a 2009-es granai légicsapásról (Granai, Afganisztán), negyedmillió USA diplomáciai sürgöny, valamint félmillió katonai jelentés, mely utóbbiakat azóta iraki, ill. afgán háborús naplóként emlegetnek. Ezek nagy részét a WikiLeaks és médiapartnerei még 2010-ben közzétették.
Manninget 22 pontban vádolták, köztük az ellenség segítésével, amely a legsúlyosabb vád volt, és halálbüntetést is kilátásba helyezett. 2010 júliusától 2011 áprilisáig a quanticói Marine Corps Brigben magánzárkában és egyéb korlátozások mellett tartották fogva, ami bel- és külföldi visszhangot keltett, majd átszállították a kansasi Fort Leavenworthbe, ahol már érintkezhetett más elítéltekkel. 2013 februárjában bűnösnek vallotta magát 10 vádpontban. A többiről június-júliusban tárgyaltak, melynek eredményeképpen 21 pontban találták bűnösnek, de felmentették az ellenség segítésének vádja alól. Büntetését a Fort Leavenworth-i katonai fegyházban tölti le.
Manning kiszivárogtatását, letartóztatását és elítélését sokan sokféleképpen fogadták. Denver Nicks, Manning egyik első életrajzírója arról számol be, hogy sokak szerint a kiszivárogtatott anyagok, különösen a diplomáciai sürgönyök elősegítették a 2010-es arab tavasz kirobbanását. Azt is írja, hogy Manninget egyszerre tekintik egy 21. századi Tienanmen téri tankembernek, illetve egy elkeseredett árulónak. A Reporters Without Borders kifogásolja a büntetés hosszát, mondván, ez is mutatja, milyen sérülékenyek a kiszivárogtatók. Az Amnesty International szerint „a kiszivárogtatott anyagok közül több is lehetséges emberi jogsértésekre és a nemzetközi humanitárius jog megsértésére mutatott rá”.
2018-ban letartóztatták mivel nem volt hajlandó tanúskodni Julian Assange ellen. 2020 márciusában egy virginiai bíró elrendelte az azonnali szabadon engedését.

## Háttér

### Kezdetek
Chelsea Manning, Bradley Manning néven, 1987-ben az oklahomai Crescentben született szülei második gyermekeként. Apja, Brian Manning 1974-ben belépett a seregbe, ahol hírszerzési elemzőként szolgált. Walesben állomásozott, amikor találkozott Susan Foxszal. 1976-ban született első gyermekük, Casey. 1979-ben Kaliforniába, majd Crescentbe költöztek.
Casey elmondása szerint a szülők mindketten alkoholisták voltak, anyja akkor is folyamatosan ivott, mikor második gyermekét (Chelsea-t) várta. David Moulton, a haditengerészet pszichiátere azt mondta a bíróságnak, hogy ennek hatása látszik Chelsea arcvonásain. A csecsemő Chelseat elsősorban nővére látta el. A bíróság arról is tudomást szerzett, hogy Chelsea csak tejen és bébiételen élt kétéves koráig. Már iskolásként is, korához képest kis termetű volt, és felnőttként is csak 157 cm magas és kevesebb mint ötven kg volt.
Apja később egy autókölcsönző vállalat informatikai menedzsereként dolgozott, ezért sokat utazott. Anyja folyton ivott, így Manning jobbára saját magát látta el, idejét legózással vagy számítógépezéssel ütötte el.
Manning már gyermekként is sajátos nézeteket vallott, például nyíltan ateista volt. Apja elmondása szerint „boldogan nőtt fel”, kitűnt a tudományokban, számítógépes ismeretekben, sőt szaxofonozott is. Első internetes honlapját tízévesen készítette el. Számos tudományos és kvízversenyen szerepelt kiváló eredménnyel.

### Szülei válása, Walesbe költözés
Manning egy gyerekkori barátjának 13 éves korában azt mondta, hogy meleg. E barátja arról is beszámolt, hogy Manning családi háttere nem volt jó, apja igen szigorú volt. Ekkoriban váltak el Manning szülei. Anyja később öngyilkosságot kísérelt meg, melyet Manning közelről élt át.
Manning apja 2000-ben, rögtön válása után újraházasoott. Új feleségét szintén Susannak hívták, aki egy fiút hozott házasságából, aki később felvette a Manning nevet. Chelsea ekkor magából kikelve őrjöngte anyjának: „Most már senki vagyok”.
2001-ben Manning anyjával a walesi Haverfordwestbe költözött, anyja családjához. Chelsea-t egy ottani középiskolai barátja egyebek mellett úgy jellemezte: eszes és kifejezetten egyedi volt, és kimondta véleményeit, nézeteit. Manning 2003-ban egy barátjával elindított egy közösségi oldalt, ahol zenéket és játékokat lehetett letölteni, az angeldyne.com-ot.
Manninget sokat zaklatták az iskolában, mert ő volt az egyetlen amerikai, és mert lányos volt. Két oklahomai barátjának bevallotta, hogy meleg, de Walesben nem beszélt erről. Egy iskolai kirándulás alkalmával társai egy reggel egyedül hagyták a táborhelyen, és nélküle indultak tovább.

### Visszatérés az Egyesült Államokba
Manning 2005-ben (17 évesen) visszaköltözött az Egyesült Államokba, Oklahomába, apjához és annak családjához. Szoftverfejlesztői állást vállalt, de hamarosan elbocsátották. Főnöke elmondása szerint Manning olykor egyszerűen leblokkolt, csak ült és nézett maga elé, utóbb túlságosan megnehezült a kommunikáció. Hozzátette, hogy szerinte „már nagyon régóta senki sem foglalkozott ezzel a gyerekkel”.
Akkoriban Manning már nyíltan melegként élt. Apjával jó volt a viszonya, mostohaanyjával már kevésbé: 2006-ban egy vitájuk alkalmával már késsel fenyegette az asszonyt, emiatt távoznia kellett. Tulsába ment, ahol egy barátjával egy pizzériában dolgozott, majd Chicagóban töltött némi időt, míg el nem fogyott a pénze és megint nem volt hol laknia. Anyja elintézte, hogy nagynénjénél lakhasson a marylandi Potomacben. Nicks szerint ez a 15 hónap volt Manning életének egyik legstabilabb szakasza. Ekkor már volt partnere, alulfizetett munkákat vállalt, és egy féléven át történelmet és angolt tanult a Montgomery College-ban, de megbukott és otthagyta.

## Katonai szolgálata

### Belépés a hadseregbe
2007 szeptemberében csatlakozott a hadsereghez, részben apja unszolására, elsősorban azért, hogy az így járó kedvezmények által egyetemre járhasson. Azt is remélte, hogy egy ilyen férfias környezetben, mint a katonaság, sikerülne férfiként élnie. Már alapkiképzése során, Fort Leonard Woodban ráébredt, hogy sem fizikailag, sem mentálisan nem volt felkészülve erre. Hat hét után már a leszerelési egységbe küldték. Katonatársai kis termete, jelleme és homoszexualitása miatt sokat zaklatták, emiatt össze is omlott. Egyébként ha bántották, nem hagyta magát, sőt még a kiképző őrmestereknek is visszaszólt.
Végül mégsem szerelték le, hanem 2008 januárjában újrakezdte alapkiképzését, majd ezt elvégezve áprilisban az arizonai Fort Huachucába került, ahol hírszerzési elemzést tanult, és biztonsági átvilágításon esett át. Ez, az aktuális kormányzati irányelvekkel együtt példátlan mennyiségű anyaghoz való hozzáférést biztosított Manningnek, aki YouTube-videókon keresztül bemutatta barátainak azt az intézetet, ahol dolgozott. Ezért utóbb megfeddték.

### Fort Drumba helyezés, iraki kiküldetés

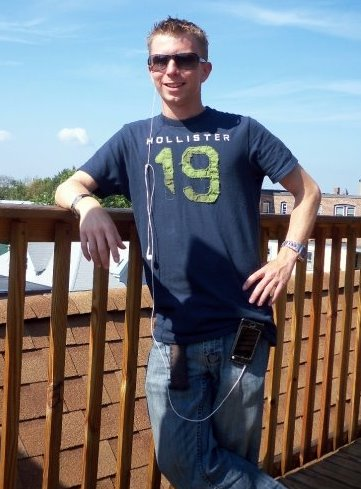
Manning 2009 szeptemberében

2008 augusztusában a New York állambeli Fort Drumba küldték, ahol csatlakozott a 10. hegyihadosztály 2. dandárjához, és iraki kiküldetésre készítették fel. Ekkoriban ismerkedett meg Tyler Watkinsszal, aki Boston közelében volt egyetemi hallgató. Ez volt Manning első komoly kapcsolata. 2008 novemberében egy, a melegházasságot támogató syracuse-i megmozduláson névtelenül interjút adott egy középiskola riporterének, melyben személyes sérelmeiről beszélt, és közölte: reméli, hogy a közvélemény még azelőtt megváltozik, hogy lejárna a szolgálati ideje.
Manning gyakran elutazott Washingtonba, ahol egy volt barátja körbevezette a helyi meleg közösségben, bemutatva őt lobbistáknak, aktivistáknak és fehérházi tanácsadóknak is. Eközben Fort Drumban továbbra is érzelmi problémákkal küzdött, ezért 2009 augusztusában pszichológushoz küldték. Egy barátja azzal példázta Manning érzelmi terheltségét, hogy egy alkalommal két film (Az utolsó skót király és Táncos a sötétben) megnézése után órákon át sírt. Szeptemberre megromlott a kapcsolata Watkinsszal, és lényegében véget is ért.
Két felettese kilátásba helyezte, hogy mégse vigyék Irakba, mert veszélyt jelenthet magára és másokra. Mivel azonban hiány volt a hírszerzési elemzőkből, ezért októberben mégis kikerült egy Bagdad közeli előretolt műveleti bázisra, ahol hozzáfért titkos katonai és hírszerzési hálózatokhoz, rendszerekhez. Novemberben előléptették tizedesből szakaszvezetővé.

### Kapcsolatfelvétel nemi tanácsadóval
2009 novemberében Manning az USA-ban egy nemi tanácsadóhoz fordult, és elmondta neki, hogy nőnek érzi magát, és szóba került egy nemváltoztató műtét is. A tanácsadó elmondása szerint látszott, hogy Manning válságban van, de nem csupán a nemi zavara, hanem azon háború miatt is, amelyet ellenzett, de most mégis belekerült.
Ekkoriban minden szempontból boldogtalan és elszigetelt volt. A seregben nem élhetett nyíltan melegként, különben leszerelték volna; ugyanakkor nem csinált belőle titkot. Munkája során olykor napi 14–15 órát dolgozott éjszakai műszakban egy szűk, félhomályos helyiségben. Decemberben szemére vetették lemaradásait, melyre válaszul ő felborított egy asztalt, megrongálva egy számítógépet is; lefogták és kivonszolták a helyiségből. Egyesek szerint már ekkor meg kellett volna vonni hozzáférését az érzékeny anyagokhoz. A következő hónapban, 2010 januárjában a Facebookon arról kezdett beszélni, hogy reménytelennek és magányosnak érzi magát.

### Kiszivárogtatás a WikiLeaksnek
2010. január 5-én Manning letöltött 400 ezer dokumentumot, melyek az iraki háborús napló néven váltak ismertté. Január 8-án további 91 ezer dokumentumot töltött le, az ún. afgán háborús naplót. CD-re, majd saját MacBookjára mentette őket. Másnap egy readme.txt fájlban egy leírást mellékelt hozzájuk, melyet eredetileg a Washington Postnak szánt. Utóbb pedig egy SD-kártyára másolta a fájlokat, hogy eltávozásakor magával vihesse őket az Egyesült Államokba. E kártyát a nyomozók később nagynénje potomaci házában megtalálták. Január 23-án eltávozásra az Egyesült Államokba utazott. Ekkor partnerének, Watkinsnek megemlítette, hogy talált némi érzékeny információt, és fontolgatta kiszivárogtatásukat. Eme eltávozásakor fordult elő először az is, hogy nőnek öltözve, sminkben és parókában ment ki az utcára.
Manning megkereste a Washington Postot és a New York Timest az anyag ügyében, de az előbbinek a riporterét nem érdekelte, az utóbbitól pedig nem válaszoltak. Ezután február 3-án az iraki és az afgán háború naplóját a WikiLeakshez juttatta el az interneten keresztül. Február 18-a körül, már Irakból, elküldött nekik egy diplomáciai sürgönyt, 21-én a bagdadi helikopteres támadás videóját, március végén pedig a 2009-es granai légicsapás felvételét. Március 28. és április 9. között negyedmillió diplomáciai sürgönyt töltött le, és április 10-én eljuttatta őket a WikiLeakshez.
Manning elmondta a bíróságon, hogy a WikiLeaksszel való érintkezése során barátságot kötött ott valakivel, akit Julian Assange-nak gondolt, bár nem ismerték egymást név szerint. Miközben elidegenülve érezte magát munkahelyén, e barátságban úgy érezte, önmaga lehet.

### Üzenet felettesének, leszerelési javaslat
Manning április 24-én e-mailt írt felettesének, Paul Adkinsnek A problémám tárggyal, melyben beszélt a transzneműségével kapcsolatos frusztrációiról, egyebek mellett leírva, hogy minden erőfeszítése ellenére sem tud megszabadulni tőle. A levélhez csatolt egy fényképet is, melyen nőnek van öltözve, és a képfájl nevének a breanna.jpg-t adta. Adkins nem továbbította ezt az üzenetet a parancsnoki láncban feletteseinek, mert attól tartott, elterjed illetéktelen körökben is. A század parancsnoka csak Manning letartóztatása után látta az e-mailt, ekkor tudta meg, hogy Manning magát Breannának hívja.
Manning utóbb elmondta Adrian Lamónak, hogy nyitott egy Twitter- és YouTube-fiókot Breannaként, hogy női énjét digitálisan is megtestesítse. Azt is közölte vele: „Nem annyira bánnám, ha egész életemre börtönbe zárnának vagy akár kivégeznének, ha nem lenne meg az esélye, hogy bejárja a képem a világsajtót... fiúként”. Április végén és május elején meglehetős lehangoltságot és nyugtalanságot sugárzó bejegyzéseket közölt a Facebookon. Katona szemtanúk szerint május 7-én magzati testhelyzetben feküdt egy szekrényben, lábánál egy kés hevert, és egy műanyag székbe az „I want” ([Azt] akarom...) kifejezést véste. Pár óra múlva összeveszett egy hírszerzési elemzőnővel, és arcul is ütötte. A dandár pszichiátere Manning leszerelését javasolta. Felettese hatástalanította Manning fegyverét, és őt áthelyezte az ellátási osztályra. Biztonsági átvilágítása azonban továbbra is érvényes maradt. Büntetésül, három nappal május 27-i letartóztatása előtt, lefokozták szakaszvezetőből tizedessé.
Kiszivárogtatásairól májusban említést tett Jonathan Odell minneapolisi meleg írónak, valamint Eric Schmiedl bostoni matematikusnak, de a letartóztatásához az vezetett, hogy Adrian Lamónak chaten keresztül részletesen beszámolt kiszivárogtatásairól.

## Manning és Lamo

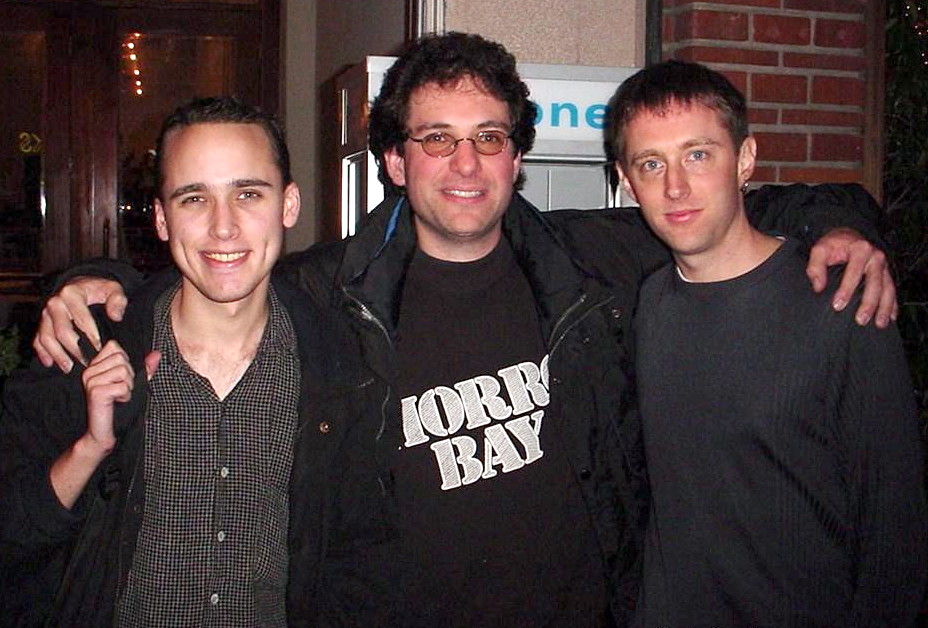
Balról jobbra: Adrian Lamo; Kevin Mitnick (nincs köze Manning ügyéhez); Kevin Poulsen (a Wired magazin újságírója)

### Kapcsolatfelvétel
Manning 2010. május 20-án lépett kapcsolatba Adrian Lamóval, egy „szürkekalapos” (jószándékú) hackerrel, aki például 2004-ben a The New York Times rendszerébe hatolt be. Lamo Manningtől több kódolt e-mailt is kapott, amiket Lamo elmondása szerint nem tudott dekódolni, de küldőjét meghívta chatre. (Lamo később olvasás nélkül továbbította a fenti e-maileket az FBI-nak.)

### Üzenetváltások
Manning május 21. és 25. között chaten (ahol a bradass87 becenevet használta) beszélgetett Lamóval. Katonai hírszerzési elemzőként mutatkozott be, és rövidesen beszélni is kezdett a kiszivárogtatásról. Üzenetváltásaik alkalmával beszélt arról, miket szivárogtatott ki és hogyan, mi indította őt erre, és hogy miként tudta ezt észrevétlenül megtenni. Lamo többször is biztosította Manninget, hogy beszélgetésük bizalmas. Manning megjegyezte, hogy ő nem forrása kíván lenni Lamónak, hanem morális és érzelmi támogatásra van szüksége, ezért beszélget vele.

### Hatóságok megkeresése, beszélgetések kiadása
Lamo, nem sokkal azután, hogy kapcsolatba került Manninggel, beszélt egy kiberbűnözés-kutató önkéntessel, valamint egy barátjával, aki a katonai kémelhárításnál dolgozott. Mindketten azt tanácsolták Lamónak, hogy keresse meg a hatóságokat. Barátja jelentette a beszélgetést a kémelhárításnak, melynek ügynökei hamarosan megkeresték Lamót. Lamo azt mondta nekik, hogy szerinte Manning életeket veszélyeztet. Lamót tette miatt utóbb kiközösítette a hackertársadalom. Nicks ugyanakkor megjegyzi, hogy Lamónak köszönhető, hogy a kormánynak adódott néhány hónapja enyhíteni a sürgönyök kiszivárgásának ártalmas következményeit.
Lamo május 25-én találkozott az FBI és a katonaság nyomozóival, és megmutatta nekik a beszélgetések naplóját. Ekkortájt juttatta el a történteket a Wired magazin újságírójához, Kevin Poulsenhez is. Május 27-én ismét találkozott az FBI-jal, ekkor megtudta, hogy Manninget letartóztatták Irakban. Kevin Poulsen és Kim Zetter június 6-án adták hírül a Wiredben a letartóztatást, és 10-éig leközölték a chatnaplók negyedét. A teljes beszélgetést 2011 júliusában adták le, amikor Manning nemi diszfóriájáról már más helyen is írtak.

## Igazságszolgáltatás

### Letartóztatás és vádak
Manninget 2010. május 27-én tartóztatták le, négy nappal később a kuvaiti Camp Arifjan bázisra szállították. Júliusban számos pontban vádolták, ezeket 22 vádpont váltotta fel 2011 márciusában. Ezek között volt a katonai szabályzat egyes pontjainak, illetve a kémtörvénynek a megsértése. A legsúlyosabb vád az ellenség segítése volt, melyért halálbüntetés is járhatott volna, bár az ügyészség nem törekedett erre. Az egyik vádpont (amiben utóbb bűnösnek találták) így hangzott: „az USA kormányához tartozó hírszerzési információk interneten való közlését segítette elő felelőtlenül, annak tudatában, hogy az ilyesmi hozzáférhető az ellenség számára”, melyet többen bíráltak, példátlan és koholt vádnak találtak.

### Fogvatartás
Kuvaiti tartózkodása idején öngyilkosságmegelőző megfigyelés alatt tartották kifogásolt viselkedése miatt. 2010. július 29-én a quanticói Marine Corps Base-re szállították át, itt is szigorú megfigyelés alatt tartva, nehogy kárt tegyen magában; 5 percenként ellenőrizték. Ügyvédje, David Coombs elmondása szerint Manning reggel 5 órától (hétvégén 7 órától) este 8-ig nem alhatott, ha mégis megpróbált, felszólították, hogy üljön vagy álljon fel. Egész nap láthatónak kellett lennie (éjjel is), így nem kapott takarót, csak egy szakításálló lepedőt, és párnát sem, csak ami a matracába volt beépítve. Manning panaszt tett, szerinte ez tárgyalás előtti büntetés volt.
Cellája 1,8 × 3,6 méteres volt, ablak nélkül, ággyal, vécével és mosdókagylóval. A börtönben 30 cella volt U alakban építve; a fogvatartottak, noha beszélhettek egymáshoz, nem láthatták egymást. Manning ügyvédje szerint az őrök kiválóan viselkedtek, meg sem próbálták védencét zaklatni. Napi egy órát sétálhatott, ételét a cellájába vitték, látogatások alkalmával megbilincselték. Volt televízió, mikor a folyosóra helyezték, és lehetett nála egy magazin és egy könyv. Mivel előzetes letartóztatásban volt, teljes fizetést kapott.
2011. január 18-án, miután Manning összeveszett az őrökkel, Quantico parancsnoka öngyilkosságra hajlamosnak ítélte. Manning arra említett példákat, hogy az őrök ellentmondásos parancsokat adtak, illetve, hogy leszidták, ha nem szabatosan válaszolt. Nem sokkal ezután öngyilkosságmegelőző megfigyelés alá helyezték, ruháit és szemüvegét elvették, és egész nap a cellájában kellett maradnia. Miután ügyvédje panaszt tett, a börtön parancsnokát leváltották és Manning öngyilkosságmegelőző megfigyelését megszüntették, ugyanakkor – kérelme elutasítása mellett – továbbra is megfigyelték, hogy ne tegyen kárt magában. Ekkoriban éjszaka csak alsónadrágot viselhetett. Manning ügyvédje elmondta, hogy védence tréfásan azt mondta az őröknek, hogy ha kárt akarna tenni magában, azt alsónadrágja gumijával vagy a papucsával is meg tudná tenni. Eme megjegyzése nyomán több éjjel meztelenül kellett aludnia, s volt, hogy a reggeli ellenőrzésen is így kellett megjelennie. Később kapott hálóruhát.
A fogvatartási körülmények bel- és külföldön egyaránt visszhangot keltettek. Juan E. Mendez, az ENSZ különleges jelentéstevője kegyetlennek, embertelennek és megalázónak nevezte a bánásmódot. 2011 januárjában az Amnesty International arra kérte a brit kormányt, hogy avatkozzon be, ugyanis Manning brit állampolgár is volt – noha ügyvédje szerint ő maga nem tartotta magát annak. Márciusban egy amerikai szóvivő, Philip J. Crowely lemondott, miután kritizálta, ahogy Manninggel bántak. Áprilisban 295 akadémikus (főleg jogtudósok) levelükben alkotmánysértőnek nevezték a Manninggel való bánásmódot. Április 20-án a Pentagon átszállította Manninget a Fort Leavenworth-beli Midwest Joint Regional Correctional Facility börtönbe, ahol 80 négyzetméteres cellát kapott ablakkal és rendes matraccal, érintkezhetett más fogvatartottakkal, és lehettek nála személyes tárgyak.

### Előzetes meghallgatás, bizonyítékok
Az előzetes meghallgatásra (Article 32 hearing) 2011. december 16-tól került sor, a vádakat Maninggel 2012. február 23-án ismertették. Az ügyészség 300 ezer oldalnyi bizonyítékot mutatott be, köztük chatnaplókat és titkosított anyagokat. Katonai nyomozók jelentették, hogy a Manning által használt munkahelyi számítógépen 100 ezer sürgönyt, a nagynénje házának pincéjében talált SD-kártyán 400 ezer iraki és 91 ezer afganisztáni katonai jelentést, saját MacBookján és tárolóeszközein pedig 10 ezer sürgönyt találtak. A MacBookról 14-15 oldalnyi, feltehetően Manning és Julian Assange közötti törölt titkosított chatet is visszanyertek.
A MacBookon talált SSH-naplófájlok szerint Manning nagynénje házából csatlakozott egy svéd szerverhez, mely kapcsolatban volt a WikiLeaksszel. Megtalálták a Readme fájlt, melyet Manning Assange-nak címzett, és az iraki és afgán háborús naplóhoz csatolt. Ráleltek Eric Schmiedllel való üzenetváltására, melyben Manning magát nevezte meg a bagdadi légitámadás videójának forrásaként.
Manning ügyvédje szerint a kormány eltúlozta azt, hogy mekkora kárt okozhatnak a kiszivárogtatások, és bírálta azt is, hogy arra kényszerítették Manninget, hogy tanúskodjon Assange ellen. A védelem kérdéseket vetett fel továbbá azzal kapcsolatban, hogy befolyásolhatta-e a transzneműsége Manning viselkedését és döntéshozatalát.

### Vallomás, tárgyalás, ítélet
A bíró, Denise Lind ezredes 2012 novemberében jóváhagyta, hogy Manning beismerő vallomást tehessen hét vádpontban, melyekért összesen 16 év szabadságvesztést kapott volna. 2013 januárjában a bíró arról is határozott, hogy 112 nappal csökkentik büntetését cserébe azért, ahogy Quanticóban bántak vele. Február 28-án Manning bűnösnek vallotta magát a 22 vádpontból 10-ben. 35 oldalas nyilatkozatában azzal indokolta a kiszivárogtatást, hogy meg kívánta mutatni a háború igazi árát. Az ügyészség a maradék vádpontokban továbbra is támadta Manninget.
A tárgyalás 2013. június 3-án kezdődött. Július 30-án bűnösnek találták a 22 vádpontból 17-ben teljes egészében, 4 pontban pedig módosítva az eredeti vádon. Felmentették azonban az ellenség segítésének vádja alól.
Michael Worsley százados, katonai pszichológus beszámolt arról, hogy Manning elszigetelődött a seregben, miközben nemi identitásával kapcsolatos problémáival egy kifejezetten férfias környezetben küzdött. David Moulton százados, pszichiáter szerint Manning nárcizmus, magzati alkoholszindróma és Asperger-szindróma jeleit mutatta.
Augusztus 14-én Manning bocsánatot kért az esetleges, nem szándékolt károkért, amelyeket okozott az embereknek és az Egyesült Államoknak. Közölte, hogy segítő szándéka volt, illetve, hogy számos problémával küzdött, mikor tetteit elkövette.
A Manning ellen felhozott vádak büntetésének maximuma 90 év lett volna. A kormány elrettentésül 60 évet kért, ügyvédje pedig legfeljebb 25-öt. Augusztus 21-én 35 év szabadságvesztésre ítélték, lefokozták közkatonává, megvontak tőle minden fizetést és juttatást, és leszerelték. Elismertek 1293 nap előzetes fogvatartást, beleértve a fent említett 112 nap kedvezményt; feltételesen legkorábban büntetésének egyharmadának letöltése után szabadulhat. További kedvezményt kaphat jó magaviseletért, ezt is hozzávéve legkorábban 8 év után helyezhető szabadlábra. Büntetését a Fort Leavenworth-i börtönben tölti le.
Az ítéletet utóbb, Manning ez irányú kérelmére sem enyhítették, azt elutasították.

### Elnöki kegyelem
2013. szeptember 3-án David Coombs, Manning ügyvédje kérelmet nyújtott be elnöki kegyelem iránt. Indoklásában szerepel, hogy a kiszivárogtatások nem okoztak „valódi károkat”, és hogy a szóban forgó dokumentumok nem érdemeltek volna védelmet, mert nem voltak érzékenyek. A kérelem tartalmazza az Amnesty International támogató levelét is, mely szerint Manning kiszivárogtatásai emberi jogok megsértésére derítettek fényt. Mindezek okán kérte az ügyvéd a levélben Manning büntetésének teljes vagy részleges elengedését. 2017. január 17-én Obama elnök kegyelmi jogkörével élve mérsékelte Manning büntetését, és úgy rendelkezett, hogy 2017. május 17-én bocsássák szabadon.

## A kiszivárogtatások visszhangja
Az anyagok, különösen a diplomáciai sürgönyök nyilvánosságra kerülése széles körű visszhangot keltett. Számos kormány blokkolta a hozzáférést az olyan webhelyekhez, melyek kínos részleteket közöltek. Alan Rusbridger, a The Guardian szerkesztője „nem emlékszik olyan esetre”, a háborúkon és a terrortámadásokon kívül, hogy a világon mindenki erről beszélt volna, mint ez az ügy.
Michael Mullen admirális, a vezérkari főnökök egyesített bizottságának elnöke szerint a kiszivárogtatások veszélybe sodorták amerikai katonák és afgán informátorok életét. Glenn Greenwald újságíró szerint Manning Daniel Ellsberg óta a legjelentősebb kiszivárogtató. Egy rendezvény után egy kérdésre válaszolva Barack Obama elnök azt mondta, Manning „megsértette a törvényt”. Később ezt kifogásolták, mondván, törvénytelenül befolyásolta ezzel Manning küszöbönálló tárgyalását.
Manninget és a WikiLeakst a 2010 decemberében kezdődött Arab tavasz egyik előzményének tartják, amelynek során felkelők szembeszálltak közel-keleti és észak-afrikai vezetőkkel, miután a kiszivárogtatott sürgönyök korrupcióra derítettek fényt.
A Washington Post egy szerkesztője mindenekelőtt azt firtatta, vajon egy láthatóan labilis tizedes hogyan érhetett el és továbbíthatott érzékeny anyagokat. Denver Nicks úgy véli, Manning azt példázta a szélsőjobboldal számára, hogy a melegek alkalmatlanok a katonai szolgálatra, míg az amerikai közvélemény Manninget egy olyan meleg katonának látta, akit őrületbe kergettek a zaklatások.

## Civil kitüntetések
- Whistleblowerpreis (International Associations of Lawyers against Nuclear Arms, Federation of German Scientists, 2011)[132]
- People's Choice Award (Global Exchange, 2012)[133]
- Sean MacBride Peace Prize (International Peace Bureau, 2013)[134]
- Sam Adams Award (Sam Adams Associates for Integrity in Intelligence, 2014)[135]

2014 elején az izlandi és a svéd kalózpárt parlamenti képviselői Nobel-békedíjra jelölték Manninget. Néhány hónappal korábban az amerikai Roots Action nevű szervezet hasonló célú kezdeményezése több mint százezer támogató aláírást szerzett.

## Nemváltoztatás

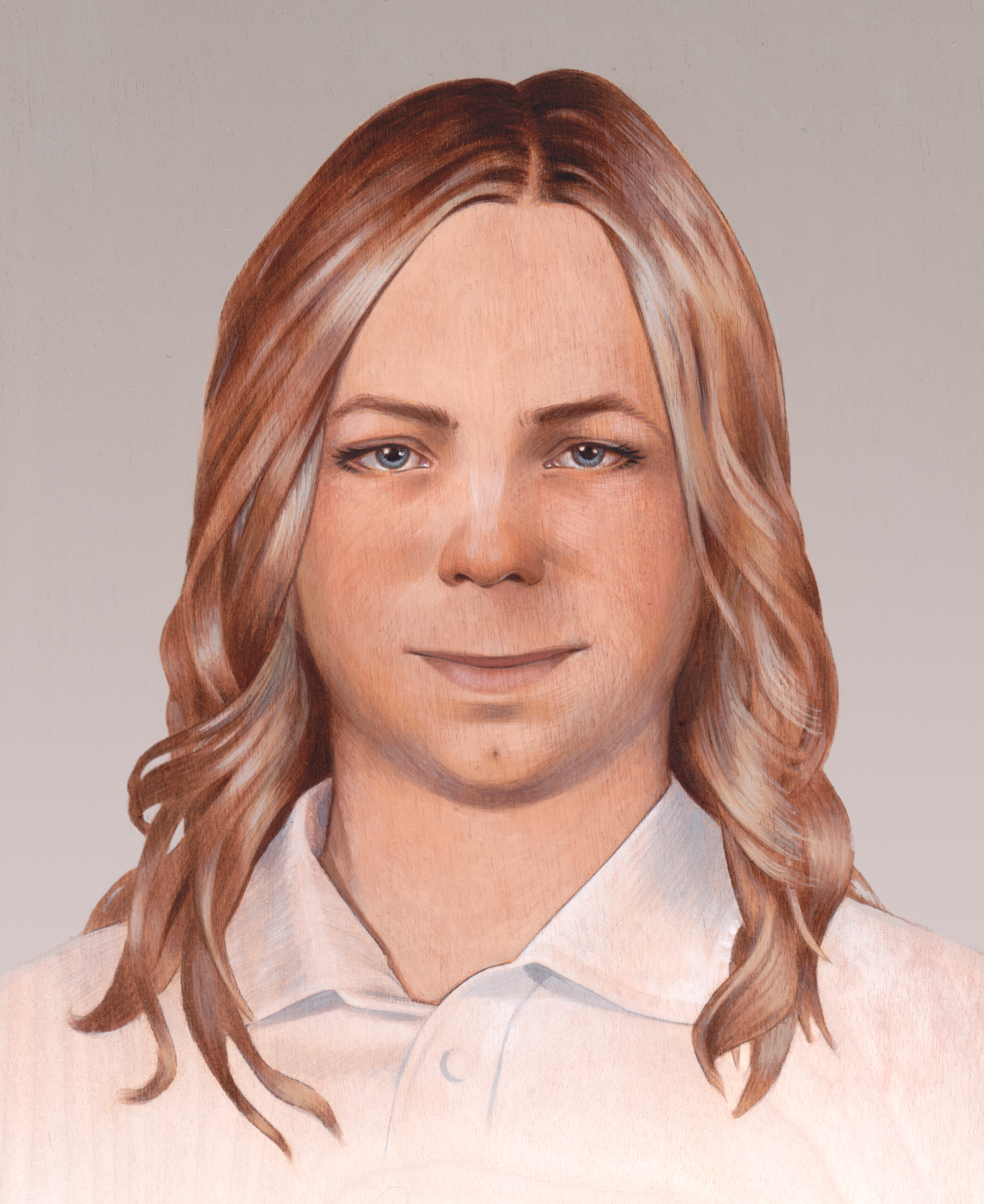
Ilyennek látja magát Chelsea Manning (How Chelsea Manning sees herself) Alicia Neal portréja, melyet Chelsea Manninggel együttműködve készített, a Chelsea Manning Support Network megbízásából, 2014. április 23.

2013. augusztus 22-én, az ítélethozatal másnapján Manning ügyvédje egy sajtóközleményt juttatott el a Today című televíziós műsornak, melyben Manning nemváltoztatási szándékáról beszélt:
Most, hogy életem eme új szakaszába lépek, szeretném, ha mindenki megismerné az igazi énemet. Chelsea Manning vagyok. Nő vagyok. Annakokán, ahogy érzem és gyermekkorom óta éreztem magam, a lehető leghamarabb hormonterápiába kívánok kezdeni. Remélem, támogatnak eme átalakulásomban. Azt is kérem, hogy mától kezdve új nevemen említsenek [...] (kivéve a büntetés-végrehajtási intézetnek szánt hivatalos leveleket). Várom támogatóim leveleit, és azt, hogy válaszolhassak rájuk.
Manning kérése megosztotta a sajtót és a médiát: egyesek az új nevet, mások a régit használták tovább.
A Leavenworth megyei törvényszék 2014. április 23-án jóváhagyta Manning névváltoztatási kérelmét. Egy katonai szóvivő elmondása szerint azonban a seregben átírják ugyan Manning nevét, de továbbra is férfiként fognak hivatkozni rá. Manning egyidejűleg hormonkezelésre is vár, illetve arra, hogy fogva tartása alatt joga legyen nőként élni, miután két katonai orvosi szakértő is megerősítette a transzneműsége tényét. A kezelésre civil szövetségi börtönökben van lehetőség, ha egészségügyileg indokolttá válik, de katonai börtönökben nem, ugyanis a Pentagon irányelvei szerint a transznemű emberek alkalmatlanok a katonai szolgálatra.
2014 júliusában a börtönökért felelős szövetségi iroda elutasította a katonaság azon kérését, hogy szállítsák át Manninget egy civil börtönbe. Ehelyett jelenlegi fogva tartási helyén kezdik meg a nemváltoztató kezelést, mely magában foglalhatja, hogy viselhet női fehérneműt, és esetleg a hormonterápiát is elkezdheti. Nem tudni azonban, mikor szállítják át Manninget a férfibörtönből egy koedukáltba.
Manning szeptemberben pert indított, mert – állítása szerint – nem biztosítják számára az ígért kezelést. A katonaság részéről korábban közölték, hogy az ilyen kezelések pszichoterápiával kezdődnek és fokozatosan zajlanak. Manning szeretne hosszú hajat növeszteni, kozmetikumokat használni és hormonterápiában részesülni.

## Fordítás
- Ez a szócikk részben vagy egészben  a   Chelsea Manning című angol Wikipédia-szócikk ezen változatának fordításán alapul.  Az eredeti cikk szerkesztőit annak laptörténete sorolja fel. Ez a jelzés csupán a megfogalmazás eredetét és a szerzői jogokat jelzi, nem szolgál a cikkben szereplő információk forrásmegjelöléseként.